# جیمز رولینز
جیمز رولینز (به انگلیسی: James Rollins) نام هنری جیمز پاول چاکوفسکی، متولد ۲۰ اوت ۱۹۶۳ در شیکاگو است؛ یک دامپزشک آمریکایی و نویسنده رمان‌های اکشن-ماجرایی، معمایی و تکنوتریلر که فعالیت‌های دامپزشکی خود را در ساکرامنتوی کالیفرنیا رها کرد تا یک نویسنده تمام وقت شود. تجربیات و مهارت‌های رولینز به عنوان یک غارنورد آماتور و یک غواص اسکوبای معتبر، محتوای برخی از رمانهایش شده که عموماً در زیر زمین یا زیر آب اتفاق می‌افتند. او همچنین تحت نام هنری جیمز کلمنز رمان‌های تخیلی مانند آتش جادو، طوفان جادو، نبرد جادو، دروازه جادو، سقوط تاریکی (۲۰۰۵) و هینترلند (۲۰۰۶) را منتشر کرده‌است
.

## زندگی‌نامه
رولینز در شیکاگو به دنیا آمد. پدرش در کارخانه کنسروسازی لیبیز کار می‌کرد و مادرش خانه‌دار بود. او شش خواهر و برادر دیگر هم داشت و به گفته خودش به سبک The Brady Bunch بزرگ شد.
او دورخ دبیرستان را در مدرسه پارک‌وی مقدماتی شروع کرد و در سال ۱۹۷۹ در دبیرستان پارک‌وی پیشرفته در بالوین میزوری به پایان رساند. تحصیلات تکمیلی‌اش بر روی زیست‌شناسی تکاملی بود و در سال ۱۹۸۵ با درجه دکترا در رشته دامپزشکی (V.D.M) از دانشگاه میزوری در ایالت کلمبیا فارغ‌التحصیل شد. بلافاصله به ساکرامنتوی کالیفرنیا رفت و فعالیتش به عنوان دامپزشک را آغاز کرد.
در مصاحبه‌ای با جانت کوپرمن به تاریخ ۱۶ اوت ۲۰۱۲ گفت:
 من به مدت بیست سال از دامپزشکی کسب درآمد می‌کردم و نویسندگی تفریح من بود؛ و فکر کردم خیلی جالب خواهد بود که این دو جابجا شوند. دامپزشکی بسیار دشوارتر است. شغلی با ۱۴، ۱۶ یا ۱۸ ساعت کار در روز. من کار خودم را داشتم با ۲۴ نفر کارمند. مهمترین چیز این بود که نمی‌توانستم فرار کنم. طی ۱۰ سال گذشته من کار خودم را داشتم با سه هفته تعطیلات در سال. نوشتن را در ساعات نهار در کلینیک شروع کردم، در حالی که سگها پارس می‌کردند و گربه‌ها میو میو. پس الان هرجایی می‌توانم بنویسم.
حالا او وضعیتش را وارونه کرده‌است: «الان یک بار در هفته فقط به مدت حدود هشت ساعت برای جمعیت گربه‌های ساکرامنتو، کار عقیم‌سازی گربه‌های وحشی را انجام می‌دهم. حالا تمام کاری که با مدرک دامپزشکی انجام می‌دهم؛ هدف آلت تناسلی است.»

## تأثیرات
رولینز در دوران جوانی، مجموعه آثار داک سویج را الهام‌بخش یافت و یک مجموعه سنگین از داستان‌های معروف نشریات زرد دهه‌های ۱۹۳۰ و ۱۹۴۰ را هم بدست آورد. او به داستان‌های کاوش‌های هاوارد کارتر و کشف معبد باستانی فارح در مصر متعلق به توت‌عنخ‌آمون علاقه داشت؛ تا جایی که این داستان واقعی الهام‌بخش او در نوشتن رمان حفاری، داستانی دربارهٔ یک باستان‌شناس به نام هنری کانکلین و خواهرزاده‌اش سام که موفق به کشف شهر باستانی پر از گنج و یک نفرین اینکاها در جنگلهای آند شدند؛ بود. او همچنین از خواندن مجموعه داستان‌های اوز اثر ال. فرانک باوم، رمان تارزان اثر ادگار رایس باروز و سه‌گانه نارنیا اثر سی. اس. لوئیس لذت می‌برد. همچنین تأثیراتی هم از ژول ورن و اچ. جی. ولز گرفت. تا حدی که او از کارهای این دو به عنوان سکویی برای خلق رمان‌های معاصر مشابه، مملو از چیزی که خودش آن را سه M داستان یعنی جادو، درگیری و هیولا (Magic, Mayhem, Monsters) می‌نامد استفاده کرد.

## نخستین کتاب
چاکوفسکی نخستین رمانش به نام آتش جادو (۱۹۹۹) را تحت نام هنری جیمز کلمنز از طریق انتشارات تری بروکس به فروش رساند. بروکس یکی از داوران مسابقه نویسندگی در انجمن نویسندگان مائوئی در مائوئی هاوایی بود که جیمز با یک دست نوشته جدید وارد آنجا شده بود.

## رمانهای اکشن ماجرایی

### ساکنان اعماق زمین (۱۹۹۹)
زیر یخهای پایین‌ترین بخش زمین، یک مارپیچ زیرزمینی با شگفتی‌های نفس‌گیر و وحشتی مافوق تصور وجود دارد. گروهی از متخصصین به رهبری دیرین‌مردم‌شناس اشلی کارتر برای جستجوی این محل مخفی و کشف ثروتهای آن دست‌چین شده‌اند. اما آن‌ها نخستین کسانی نیستند که وارد آنجا شده‌اند و نفرات قبلی هم بازنگشته‌اند. آنجا اسراری دارد که کهن‌تر از انسان و حیات بوده و قادر است دنیا را تغییر دهد؛ ولی چیزهایی هم وجود دارد که نباید مزاحمشان شد و حقیقت ویرانگری که قادر است اشلی و جستجویش را نابود کند: آن‌ها تنها نیستند. این غارها توسط یک اکوسیستم زیرزمینی اشغال شده که برخی از آن‌ها پستانداران ابتدایی، برخی موجودات هوشمند و برخی هم وحشی هستند که همگی فراتر از دانش امروزی می‌باشند.

### حفاری (۲۰۰۰)
در اعماق کوه‌های آند در پرو، دکتر هنری کانکلین یک مومیایی ۵۰۰ ساله کشف می‌کند که نباید آنجا باشد. در این بین سام، برادرزاده کانکلین هم یک منطقه باستانی را در بین دو قله کوه کشف می‌کند که برای هزاران سال دور از چشم انسان بوده‌است. آنجا دام‌های شگفت‌انگیزی برای به دام انداختن افراد بی‌دقت وجود دارد و گنجهایی مافوق تصور که پاداش کسانی خواهد بود که شجاعت رویارویی با مشکلات ناشناخته را داشته باشند. اما این سفر مخاطره انگیز به جایی کشیده می‌شود که چیز دیگری در انتظار سام کانکلین و گروه کاوشگرش است. چیزی حاصل دست انسان که اکنون امکانپذیر نیست. یک چیز شگفت‌انگیز . . . وحشتناک . . . یک فلز اسرار آمیز به نام خون شیطان که فقط اینکاهای باستانی و یک شاخه مخفی از فرقه دومینیکین از آن آگاه بوده و برای محافظت از آن کشتند و کشته شدند.
این کتاب توسط انتشارات کتابسرای تندیس و با ترجمه هادی امینی، تحت عنوان «ویرانه‌های معبد» در ایران به چاپ رسیده‌است.

### غوص عمیق (۲۰۰۱)
جک کرکلند، تفنگدار سابق نیروی دریایی ایالات متحده از یک مأموریت نجات زیرآبی لفو شده به سطح آب می‌آید و متوجه می‌شود زمین در حال سوختن است. شعله‌های خورشیدی یک سری فجایع طبیعی عظیم را به راه انداخته‌است. زمین‌لرزه و فوران آتش زمین را گرفته‌است. ایر فورس وان به همراه رئیس‌جمهور ایالات متحده از آسمان محو شده‌است. ایالات متحده فاصله ناچیزی با یک فاجعه اتمی دارد و کرکلند باید با زیردریایی اکتشافی اقیانوس پیمایش به نام غوص عمیق به یک مأموریت غیرممکن در مایل‌ها زیر سطح اقیانوس برود. آنجا رازهای ویرانگر و نیروی یک تمدن باستانی انتظار او را می‌کشند و این مأموریت دنیایی را که به سوی نابودی می‌رود برای همیشه تغییر خواهد داد.

### آمازون (۲۰۰۲)
چهار سال پیش ناگهان کلیه تماس‌ها با تیم پزشکی-تحقیقاتی ایالات متحده در حوزه آمازون قطع شده و این گروه سی نفره، مفقود و مرده اعلام شدند. حالا یکی از اعضای آن گروه، تلو تلو خوران وارد یک کلیسای مسیحی شده و بعد از یک ساعت می‌میرد. او کارت شناسایی با خود دارد: جرالد کلارک، عضو سابق نیروی ویژه. دو سال پیش از این اکتشافات، بازوی چپ این مأمور CIA در عراق از شانه قطع شده بود. تصاویر جسد و انگشت‌نگاری نشان می‌دهند که این دست به خوبی دوباره رشد کرده‌است. سازمان اطلاعات ایالات متحده که قادر به درک این موضوع نیست، یک گروه ویژه را برای بازگشت به این دنیای غیرقابل نفوذ مخاطرات ناشناخته و تعقیب رد کشته شدگان می‌فرستد. در هنگام ورود، ناتان رند پسر سرگروه قبلی را هم در فهرست وارد می‌کنند. سرنخ بیماری مرموزی که جمعیت کل دنیا را تهدید می‌کند به جرالد کلارک بر می‌گردد. به این ترتیب سرنوشت گروه گمشده که کلید درمان این بیماری است باید به هر قیمتی روشن شود. اما کابوسی که انتظار رند و گروه دانشمندان و تکاوران همراهشان را می‌کشد بر هر خطر پیش‌بینی‌شده‌ای غالب است.

### شکار یخ (۲۰۰۳)
پس از اینکه یک نگهبان آلاسکایی مردی را از سقوط هواپیما و حمله سربازان خارجی نجات می‌دهد؛ مهارت‌های خلبانی همسر سابق مرد آن‌ها را به سمت مقصد نهاییشان یعنی پایگاه تحقیقاتی ایالات متحده در یخهای قطبی که پس از کشف یک پایگاه تحقیقاتی مخفی روسیه در زیر یخهای قطبی توسط سونار نفوذی به یخ تأسیس شده می‌برد. تمام کارکنان این پایگاه روسی به نام گرندل، چندین دهه پیش مرده‌اند. یک زیردریایی روسی حامل پسر فرمانده سابق این پایگاه نیز برای حمل اجساد وارد می‌شود. هر دو طرف آگاه هستند که رازهای پنهان در این پایگاه ارزش جنگیدن را دارد؛ اما نمی‌دانند که طرف مقابل چگونه می‌جنگد یا خود گرندل چگونه موضوع را پیچیده‌تر می‌کند. در این فضای ترس و بی‌اعتمادی؛ آلاسکایی‌ها و دانشمندان پروژه سونار نقش‌های دور از انتظاری باید ایفا کنند. در حالی که در بین این وحشت، خیانتها و کمک‌های هریک از طرفین ممکن است باعث شکست شود.

### ایندیانا جونر و امپراتوری جمجمه‌های بلورین (۲۰۰۸)
در سال ۲۰۰۸، انتشارات راندوم هاوس به رولینز سفارش نگارش ایندیانا جونز و جمجمه‌های بلورین، نام مستعار فیلم علمی تخیلی ماجرایی آمریکایی را داد. این چهارمین فیلم از مجموعه ایندیانا جونز بوده که توسط جرج لوکاس و به کارگردانی استیون اسپیلبرگ ساخته شد.

### قربانگاه بهشت (۲۰۰۹)
داستان بلافاصله پس از نبرد بغداد (۲۰۰۳)، بیرون از باغ وحش بغداد اتفاق می‌افتد. پس از تخریب‌های ناشی از حمله ۲۰۰۳ عراق، راه‌های قاچاق صدها نوع پرنده، پستاندار و خزنده عجیب به کشورهای غربی باز می‌شود. اما این جرایم، راز بزرگتری را در خود پنهان دارد. سال‌ها بعد یک دامپزشک اهل لوییزیانا به نام لورنا پولک، توسط اداره گمرک و حراست مرزی ایالات متحده به لاشه یک قایق ماهیگیری در حوزه دلتای رود میسی‌سی‌پی برده می‌شود. کارکنان قایق کشته شده‌اند؛ اما یک محموله زنده در قایق وجود دارد: قفسی حاوی تعدادی حیوان عجیب. ابتدا پولک حدس می‌زند که این حیوانات بخشی از بازار سیاه قاچاق باشند. اما تغییرشکل‌های ناراحت‌کننده‌ای در این حیوانات می‌یابد که منطقی نیستند. همچنین هوش همه این حیوانات بیش از حد معمول است. پولک برای کشف حقیقت مبدأ این محموله عجیب باید با مردی همکار شود که پیشینه تاریک و ناراحت‌کننده‌ای با او داشته و اکنون مأمور اداره گمرک و حراست مرزی است.

### مجموعه نیروی سیگما
نیروی سیگما یک جوخه تخیلی از برنامه دارپا می‌باشد. مأموران اصلی سیگما دارای ترکیبی از مهارت‌های پیشرفته نظامی با دانش تخصصی علمی هستند. هدف اصلی نیروی سیگما بررسی و کنترل اطلاعات حساسی است که می‌تواند تهدیدی برای ایالات متحده باشد. عملیاتهای این نیرو هم ترکیبی از ضد تروریسم، پژوهش و عملیات پنهانی می‌باشد. بعد از کتاب نخست به نام طوفان شن (۲۰۰۴)، مرکز فرماندهی نیروی سیگما به زیرزمین موسسه اسمیتسونین در واشینگتن منتقل شد. پیشنهاد می‌شود که این رمان‌ها به ترتیب خوانده شوند.

#### کتاب ۱: توفان شن (۲۰۰۴)
نخستین کتاب مجموعه سیگما به نام توفان شن (۲۰۰۴) با تلاش فرمانده پینتر کراو و کاساندرا سانچز برای دستگیری یک هکر رایانه که ایالات متحده را به خطر انداخته آغار می‌شود. در این بین یک کلکسیون شخصی در موزه بریتانیا نابود شده و دلیل آن نیز نامعلوم است. آدمیرال تونی رکتور، مدیر دارپا به سیگما دستور می‌دهد که گروه کوچکی را برای تحقیق بفرستند. این جستجو آن‌ها را به بیابان عربستان و خطر مدفونی که قادر است با برهم زدن تعادل قوا، دنیا را به آخر برساند می‌کشد.
این رمان علاوه بر نیروی سیگما، گروه مخالف دیگری به نام گیلد که در برخی رمان‌های سیگما مشاهده می‌شوند را نیز معرفی می‌نماید. کراو به عنوان شخصیت اصلی این رمان، باهوش، بی‌باک، قوی و احساساتی است.
این کتاب توسط انتشارات کتابسرای تندیس و ترجمه هادی امینی در ایران منتشر شده‌است.

#### کتاب ۲: نقشه استخوانها (۲۰۰۵)
مغ‌ها برای مسیح کودک، طلا، کندر و مُر حجازی آوردند؛ اما از آنجا که استخوان‌های آن‌ها اصلاً استخوان نیستند، اگر در دست سارقان بمانند ممکن است نابودی کل دنیا را همراه داشته باشد. آنگونه که رمان نقشه استخوان‌ها می‌گوید؛ آن‌ها ممکن است چیزی بسیار وحشتناک‌تر و کشنده‌تر باشند.
از این کتاب به بعد شخصیت‌گری پیرس به عنوان مأمور عملیاتی سیگما معرفی شده و او نقش اصلی در حل معما را ایفا می‌کند. فرمانده پینتر کراو نیز مدیر نیروی سیگما بوده و بر فعالیت‌ها نظارت دارد؛ هرچند گاهی به‌طور مستقیم درگیر عملیات خواهد شد.
این کتاب توسط انتشارات کتابسرای تندیس و ترجمه هادی امینی در ایران منتشر شده‌است.

#### کتاب ۳: حلقه سیاه (۲۰۰۶)
در کتاب حلقه سیاه (۲۰۰۶)، اعضای نیروی سیگما زندگی خود را برای رسیدن به قلب بزرگترین راز انسان که منشأ زندگی است به خطر می‌اندازند. دکتر لیزا کامینگز که بعدها روابطی با پینتر کراو، مدیر سیگما خواهد داشت؛ در این کتاب معرفی می‌شود.
این کتاب توسط انتشارات کتابسرای تندیس و ترجمه هادی امینی در ایران منتشر شده‌است.

#### کتاب ۴: ویروس یهودا (۲۰۰۷)
اعضای نیروی سیگما در این کتاب به دنبال پیشگیری از یک همه‌گیری هستند که کل سیاره را تهدید می‌کند. منبع این همه‌گیری و کلید درمان آن در معابد هندوی انگکور وات قرار دارد. این کتاب همچنین مرگ ظاهری مونک کاکالیس و معرفی شخصیت جو کاوالسکی که در رمان شکار یخ حضور داشت، به نیروی سیگما را دربردارد. در این داستان و داستان‌های بعدی، کاوالسکی نیروی کمکی‌گری پیرس خواهد بود. پدر و مادر پیرس هم توسط مأموران روانی گیلد به نام‌های انیشن و امین نصیر اسیر شده‌اند.
این کتاب توسط انتشارات کتابسرای تندیس و ترجمه هادی امینی در ایران منتشر شده‌است.

#### کتاب ۵: آخرین پیشگو (۲۰۰۸)
این کتاب مربوط به یک سیاستمدار جوان و جاه طلب روسی است که قصد دارد با استفاده از کودکان اوتیسمی سندروم ساوانت برای ایجاد یک نظم نوین جهانی اقدام کند. در این کتاب معلوم می‌شود که مونک در داستان قبل نمرده‌است و توسط یک زیردریایی روسی دزدیده و اسیر انسان‌ها بد شده‌است. مونک که به دلیل آزمایش‌های صورت گرفته دچار فراموشی شده‌است؛ به نحوی شخصیت محوری این داستان می‌باشد. سه نفر از کودکان ساوانت او را نجات داده و چهار نفری اقدام به فرار و تلاش برای نابودی نقشه دشمن می‌کنند. مونک و بچه‌ها با کمک پیرس و گیپسیس موفق می‌شوند؛ اما ظاهراً مونک به دلیل آزمایش جراحی مغزی که بر رویش انجام شده (احتمالاً برای همیشه) دچار فراموشی شده‌است. در صورت عدم توقف نقشه دشمن، رهبران زیادی به دلیل قرار گرفتن در معرض تابش‌های رادیواکتیوی چرنوبیل کشته خواهند شد و میلیون‌ها انسان در سرتاسر دنیا نیز در اثر جریان آب به شدت رادیواکتیویته دریاچه قره‌چای خواهند مرد.
این کتاب توسط انتشارات کتابسرای تندیس و ترجمه هادی امینی در ایران منتشر شده‌است.

#### کتاب ۶: کلید رستاخیز (۲۰۰۹)
این کتاب با سه قتل در سه قاره مختلف دنیا شروع می‌شود. هر کدام از این قتل‌ها بدون هیچ نوع رابطه آشکاری، قسمتی از یک تصویر پنهان و یک پازل هستند. سرنخی، پدر یکی از قربانیان را که یک سناتور تأثیرگذار ایالات متحده است به یک شرکت سوئدی متصل می‌کند. در حالی که یک تماس غیرمنتظره از طرف راشل ورونا با پیرس، او را به سرتاسر اروپا می‌کشد و نهایتاً سر از زندانی در فرانسه درمی‌آورد؛ پینتر کراو نیز عضو تیم اعزامی به اسلو می‌شود. کراو و تیمش برای فرود در اسپیتزبرگن از روی مدار شمالگان پرواز می‌کنند. در نهایت معلوم می‌شود که شخصیتهای داستان با یک قارچ انگلی باستانی که نخست توسط مصری‌ها و سپس در قرن یازدهم توسط سلت‌ها و درویدها مبه عنوان سلاح بیولوژیکی به کار می‌رفته سر و کار دارند.
این کتاب توسط انتشارات کتابسرای تندیس و ترجمه هادی امینی در ایران منتشر شده‌است.

#### کتاب ۶٫۵: کلید اسکلت (۲۰۱۱)
در این داستان کوتاه، سیچان از مجموعه نیروی سیگما بیرون می‌آید تا ماجرای شخصی خودش را داشته باشد. او و یک گنج‌یاب جوان که نقشه دخمه مردگان پاریس بر روی بدنش خالکوبی شده‌است؛ پس از دزدیده شدن و بیهوش شدن با گردنبند الکترونیکی کشنده‌ای در اتاق هتلی در پاریس بیدار می‌شوند. آن‌ها باید پسر آدم‌ربا را که در چنگال یک رهبر فرقه‌ای نابکار افتاده آزاد کنند. سر نخ‌ها آن‌ها را به یک شهر تاریک در زیر شهر نورانی پاریس می‌برد. رهبر فرقه تمام دخمه را بمب‌گذاری کرده و سیچان و راهنمایش باید با زمان مبارزه کنند.
این داستان کوتاه نگاهی به ۷۰ صفحه از کتاب کلونی شیطان (۲۰۱۱) دارد که در آن معمایی با یک کلید استخوانی حل می‌شود.
این کتاب توسط انتشارات کتابسرای تندیس و ترجمه هادی امینی در ایران به صورت ضمیمه‌ای برای کتاب کلید رستاخیز منتشر شده‌است.

#### کتاب ۷: کلونی شیطان (۲۰۱۱)
در کتاب کلونی شیطان (۲۰۱۱) نیروی سیگما با یک فناوری نانوی مرموز درگیر می‌شود که احتمالاً تحت کنترل یک قبیله کهن سرخپوستی می‌باشد. گروه در تلاش برای دنبال کردن یک نقشه گمشده از اماکن مختلفی عبور کرده و به مقبره مری‌وثر لوئیس در فورت ناکس می‌رسند. رولینز در این کتاب به کدهای مخفی استفاده شده توسط توماس جفرسون و لوئیس اشاره می‌کند. پیام رمزگذاری شده، کراو را به تابلوی نقاشی اثر جان ترنبول از صحنه ارائه بیانیه استقلال ایالات متحده می‌رساند.
این کتاب توسط انتشارات کتابسرای تندیس و ترجمه هادی امینی در ایران منتشر شده‌است.

#### کتاب ۷٫۵: ردگیر (۲۰۱۲)
در قلب شهر بوداپست، سروان تاکر وین و سگ ارتشی‌اش کین، یک زن مرموز را که از سه مرد مسلح فرار می‌کند نجات می‌دهند. این مردان در پی رازی هستند که زن با خود حفظ می‌کند و گنج وحشتناکی آغشته به خون و درد را که با جنایات جنگی سقوط آلمان نازی مرتبط است و میراثی از درد و رنج را با خود آورده تا دنیای امروز را به آشوب بکشد باز می‌کند. در پایان حقیقت برملا شده و گنج عیان می‌شود. این داستان کوتاه خاص، نگاهی به فصل آغازین کتاب نسب (۲۰۱۲) داشته و راه را برای ماجراهای بعدی تاکر و کین باز می‌کند.
این کتاب توسط انتشارات کتابسرای تندیس و ترجمه هادی امینی در ایران به صورت ضمیمه‌ای برای کتاب کلونی شیاطین منتشر شده‌است.

#### کتاب ۸: نسب (۲۰۱۲)
در این کتاب گروه سیگما اطلاعاتی را که کراو در داستان ردگیر بدست آورده دنبال می‌کنند. دختر رئیس‌جمهور توسط دکتر مرموزی که به دنبال بچه خودش می‌گردد دزیده شده‌است. معلوم می‌شود که خانواده رئیس‌جمهور گنت و اجدادشان برای قرن‌ها نیروی اصلی گیلد را در اختیار داشته‌اند. جک کرکلند از کتاب درک عمیق نیز ظاهر شده و از خانم کنسینگتون در کتاب طوفان شن نیز نام برده می‌شود. این داستان به موضوعات جاودانگی، فناوری نانو و ریزساختارها می‌پردازد.
این کتاب توسط انتشارات کتابسرای تندیس و ترجمه هادی امینی در ایران بتحت عنوان «خونزاد» منتشر شده‌است.

#### کتاب ۹: چشم خدا (۲۰۱۳)
در این کتاب گروه سیگما به دنبال سرنخهایی در ارتباط با آتیلا و ملاقات او با پاپ لئون اول که منجر به توقف حمله خونین او به رم می‌شود هستند. واتیکان بسته‌ای دریافت می‌کند که حاوی سر چنگیزخان و کتابی پیچیده شده در پوست اوست که گروه سیگما را به مغولستان می‌فرستد. در تمام این مدت شهاب سنگی که در حال نزدیک شدن به زمین است موجب اختلال در ماهواره تصویربرداری شده و باعث می‌شود تصویری از ساحل شرقی آمریکا به صورت ویرانه‌های شعله‌ور دیده شود. سیگما باید برای جلوگیری از آخرالزمان شتاب کند.
این کتاب توسط انتشارات کتابسرای تندیس و ترجمه هادی امینی در ایران منتشر شده‌است.

#### کتاب ۱۰: انقراض ششم (۲۰۱۴)
این کتاب مبارزه سیگما با نقشه‌های یک نابغه ژنتیک برای انقراض تمام گونه‌ها را به تصویر می‌کشد. گروه سیگما از پارک ملی یوسیمیتی در نزدیکی کالیفرنیا به تپوی در شمال جنگلهای آمازون و از آنجا به غارهای یخی قطب جنوب سفر می‌کنند.

#### کتاب ۱۰٫۵: نگهبان نیمه‌شب (۲۰۱۵)
در این کتاب یک دشمن ناشناس در تاریکی شب شبکه سرورهای مؤسسه اسمیتسونیان را هک می‌کند؛ اما این تنهای پوششی برای یک حمله بزرگتر است. نیروی سیگما برای نجات یک بیولوژیست که موزه ملی تاریخ طبیعی گرفتار شده و کشف انگیزه واقعی حمله‌ای که هرلحظه بزرگتر و خونین‌تر می‌شود باید قویترین مأمورش، جو کاوالسکی را رها کند.

#### کتاب ۱۱: هزارتوی استخوانها (۲۰۱۵)
این کتاب با وسعت ۵۰۰۰۰۰ سال قدمت بشر، پرده از رازی در DNA ما برمی‌دارد. بعد از یک زلزله، کلیسای کاتولیک زیرزمینی کوچکی در کوه‌های دورافتاده کراواسی پیدا شده که منجر به کشف شگفت‌انگیزی می‌شود. یک تیم تحقیقاتی استخوان‌های یک زن نئاندرتال را به همراه غارنگاره‌های زیبایی از نبرد بین نئاندرتال‌ها و هیولاهای سیاهی نشان می‌دهد. آن‌ها پیش از آنکه بتوانند معنای این نقاشی‌ها و ماهیت هیولاها را بفهمند مورد حمله قرار می‌گیرند. در همین زمان حمله مرگباری هم به یک مرکز تحقیقاتی وابسته به دارپا در آتلانتا رخ می‌دهد. سیگما مأمورینی را به هر دو محل می‌فرستد ولی نمی‌تواند متوجه ارتباطی بین دو حادثه شود. فرمانده پیرس و همکارانش در سیگما در طول این جنگ برای آینده بشریت، مبدأ جقیقی هوش بشری را کشف می‌کنند.

#### کتاب ۱۲: بلای هفتم (۲۰۱۶)
این کتاب تهدیدی برای دنیای مدرن که بین صفحات کتاب مقدس وجود دارد را آشکار می‌سازد. داستان با ظهور و مرگ ناگهانی پروفسور هارولد مک‌کیب باستان‌شناس شروع می‌شود. او دو سال پیش به دنبال شواهدی برای اثبات دهمین اپیدمی مصر در بیابان‌های سودان گم شده‌است. کالبدشکافی پروفسور نشان می‌دهد که کسی اقدام به مومیایی کردن او پیش از مردنش نموده‌است. وقتی که گروه پزشکی کالبدشکافی به بیماری عجیبی مبتلا شده و بیماری به سرعت در قاهره منتشر می‌شود؛ یکی از همکاران پروفسور با پینتر کراو تماس می‌گیرد.

#### کتاب ۱۳: تاج شیطان (۲۰۱۷)
دانشمندان در سواحل برزیل وحشتی را کشف می‌کنند که مانندش را کسی ندیده‌است. کل موجودات زنده یک جزیره توسط گونه‌ای فراتر از تصور تسخیر و خورده شده‌اند. آن‌ها پیش از گزارش کشفشان توسط گروه ناشناسی مورد حمله قرار گرفته و به قتل می‌رسند. عجیب‌تر اینکه ردی از این تهدید توضیح‌ناپذیر به یک قرن پیش بازگشته و زیر بنای ملی دفن شده و توسط فرقه‌ای از دانشمندان مرموز به رهبری گراهام‌بل محافظت می‌شده‌است.
اما هیچ چیز برای همیشه مدفون نمی‌ماند.

#### کتاب ۱۴: بوته (۲۰۱۹)
افرمانده گری پیرس به خانه می‌رسد و درمی‌یابد که همسر باردارش دزدیده شده. همکار و همسر بهترین دوستش، سروان کت برایانت نیز مصدوم شده و در خانه افتاده‌است. راز یافتن همسر گری، پیش کت است و کت به کما رفته و آمدی چندانی به بهبودی او نیست.

#### کتاب ۱۵: اودیسه آخر (۲۰۲۰)
شهر تروا که داستان آن در کتاب ایلیاد هومر ذکر شده، همواره یک افسانه پنداشته می‌شد، تا آنکه باستان‌شناسان در قرن نوزدهم دیوارهای آن را زیر ماسه‌ها یافتند. اگر تروا حقیقت داشته، چه چیزهای دیگری از افسانه ایلیاد و اودیسه هومر حقیقت داشته‌است. هیولاها، خدایان، نفرین‌ها و معجزات.

## رمانهای تخیلی

### مجموعه ممنوعه و مطرود
مجموعه پنج قسمتی ممنوعه و مطروده دربارهٔ دختری به نام النا است که با میراث یک نیروی گمشده بالغ می‌شود. او برای شکست ارباب تاریکی و پیدا کردن خودش به سفری می‌رود.

### مجموعه قاتلین خدا

#### کتاب اول: سقوط تاریکی (۲۰۰۵)
مردم سرزمین ناین به مدت چهار هزار سال با راهنمایی صداها خدای خود در صلح زندگی کردند. وقتی که الهه میرین به قتل رسید صلح از بین رفته و شوالیه مخلوع، تایلار دنوک، به عنوان تنها شاهد جنایت و مظنون به قتل باید برای اثبات بی‌گناهی‌اش قاتل را پیدا کند. تایلار پیش دلیا که روحانی و دوستدار محبت است و راجر، دزد آشنا به جنایتهای زیرزمینی می‌رود. این سه نفر در جستجو به دنبال سرنخ‌ها متوجه می‌شوند که خدایان پاسیفیک در تلاش برای بدست آوردن قدرت و کنترل هستند. جذبه خدایان و بی‌تفاوتی مردم باعث بروز موانعی در سر راه تایلار می‌شوند.

#### کتاب دوم: هینترلند (۲۰۰۶)
در این کتاب تایلار که دوباره به مقام شوالیه رسیده‌است برای آشکار کردن حقیقت تلاش می‌کند. اما با هجوم نیروهای سیترین از ایری برای محاصره تایلار و دوستانش معلوم می‌شود که این یک تله است. در حالی که جادو و مهارت‌های تایلار قادر به نجات شهر تاشیجان نیست، فرماندهی باستانی شوالیه‌های سایه به طرز احمقانه‌ای به قوانین خود پایبند می‌مانند. کابال اعضای مجمع داخلی را از بین برده و تایلار و متحدانش باید فرار کنند.

## همکاری با ربکا کانترل
رولینز با ربکا کانترل، نویسنده رمان‌های رمزآلود برای تألیف مجموعه سرگیجه و چند داستان کوتاه دیگر مشارکت نموده‌است.

## همکاری با گرنت بلک‌وود
رولینز با نویسنده رمان‌های ماجرایی به نام گرنت بلک‌وود در تألیف مجموعه تاکر وین با دو کتاب نابودگر و شاهین جنگی همکاری نموده‌است.

### کتاب اول: نابودگر
تاکر وین، تکاور سابق ارتش ایالات متحده است که بعد از چهار دوره حضور در افغانستان به عنوان قلاده‌دار سگ ارتشی، خدمت را ترک کرده و به همراه سگ محبوبش، کین، به سفر دور دنیا می‌پردازد. در این بین پیشنهادی برای یک مأموریت ساده از پینتر کراو، مدیر نیروی سیگما دریافت می‌کند تا یک دانشمند روسی را از روسیه خارج کرده و سالم به ایالات متحده برساند. اما این مأموریت ساده او را به دنیای توطئه، درگیری و قتل وارد کرده و برای نجات دنیا از یک تهدید باستانی به قدمت عمر نوع بشر بر روی زمین، از سرزمین یخ‌زده سیبری تا کوهستان‌های داغ آفریقای‌جنوبی می‌کشاند. آیا یک مرد و سگش قادرند جهان را از نابودی نجات دهند؟
این کتاب توسط انتشارات کتابسرای تندیس و ترجمه هادی امینی در ایران منتشر شده‌است.

### کتاب دوم: شاهین جنگی
در این کتاب یکی از دوستان قدیمی تاکر، به نام جین به همراه پسر کوچکش بدون خبر قبلی پیش تاکر آمده و از او درخواست کمک می‌کند. جین که در یک شرکت خصوصی دفاعی کار می‌کند به دلیل مفقود شدن یا فوت تمام همکاران قبلی‌اش مشکوک شده که جان خودش و پسرش هم در خطر است و پس از فرار خودش را به تاکر رسانده. تاکر می‌پذیرد که به جین کمک کند و در تعقیب ماجرا متوجه قتل یک دوست مشترک دیگر به نام سندی شده، و کم‌کم پرده از راز یک جنایت بین‌المللی توسط یک شرکت بزرگ آمریکایی برمی‌دارد که ریشه آن در فعالیت‌های آلن تیورینگ، نابغه ریاضی دوره جنگ جهانی دوم بوده و حالا می‌تواند منجر به ظهور روباتها و پهبادهای مرگبار خودمختار شود. در ابن بین جان تاکر و سگ محبوبش، کین چندین بار به خطر می‌افتد و بالاخره موفق می‌شود پرونده را ببندد.
این کتاب توسط انتشارات کتابسرای تندیس و ترجمه هادی امینی در ایران منتشر شده‌است.